# Francisco Martínez de la Rosa
Francisco Martínez de la Rosa (ur. 10 marca 1787 w Grenadzie, zm. 7 lutego 1862 w Madrycie) – hiszpański pisarz i polityk, premier (1834-1835).

## Życiorys
W 1805 został profesorem filozofii na uniwersytecie w Grenadzie. Był liberałem, w związku z czym w okresach absolutyzmu w Hiszpanii przebywał na wygnaniu na Peñón de Vélez de la Gomera, a 1823-1831 na emigracji w Paryżu. W okresie liberalizacji polityki w Hiszpanii 1822 był faktycznym szefem rządu, a 1834-1835 premierem, stał na czele umiarkowanych liberałów (moderados). W 1834 opracował statut królewski przywracający Kortezy, jednak o uprawnieniach tylko doradczych; prowadził również liberalizację gospodarki. W latach 1840–1943 ponownie przebywał na emigracji we Francji, po powrocie 1844-1846 był ministrem spraw zagranicznych, później ambasadorem w Paryżu, a 1848-1849 w Rzymie. Napisał dwa romantyczne dramaty prozą o tematyce historycznej - Aben Humeya (wystawiony we Francji w 1830, a w Hiszpanii w 1836) i La conjuracion de Venecia (1834), a także klasycystyczne tragedie i komedie, poezje, pisma polityczne oraz przekładał utwory Horacego.